# Karamete Misaki
Karamete Misaki är en udde i Antarktis. Den ligger i Östantarktis. Norge gör anspråk på området.
Terrängen inåt land är platt. Havet är nära Karamete Misaki åt nordost. Trakten är obefolkad. Det finns inga samhällen i närheten.